# Formuła 1 Sezon 2017
Sezon 2017 Formuły 1 – 68. sezon Mistrzostw Świata Formuły 1.
W Mistrzostwach Świata nie uczestniczył mistrz świata z roku 2016 – Niemiec Nico Rosberg, którego w Mercedesie zastąpił Fin Valtteri Bottas.
Z rywalizacji wycofał się zespół Manor Racing MRT.
Mistrzem świata w klasyfikacji kierowców po raz czwarty w karierze został Lewis Hamilton. Mistrzostwo w klasyfikacji konstruktorów czwarty raz z rzędu zdobył Mercedes.

## Lista startowa
| Zespół                           | Konstruktor               | Samochód         | Silnik (1.6 V6T)       | Opony | Nr | Kierowcy wyścigowi | Rundy        | Kierowcy rezerwowi                              |
| -------------------------------- | ------------------------- | ---------------- | ---------------------- | ----- | -- | ------------------ | ------------ | ----------------------------------------------- |
| McLaren Honda Formula 1 Team     | McLaren-Honda             | MCL32            | Honda RA617H           | P     | 2  | Stoffel Vandoorne  | 1–20         | Jenson Button Nyck de Vries Oliver Turvey       |
| McLaren Honda Formula 1 Team     | McLaren-Honda             | MCL32            | Honda RA617H           | P     | 14 | Fernando Alonso    | 1–5, 7–20    | Jenson Button Nyck de Vries Oliver Turvey       |
| McLaren Honda Formula 1 Team     | McLaren-Honda             | MCL32            | Honda RA617H           | P     | 22 | Jenson Button      | 6            | Jenson Button Nyck de Vries Oliver Turvey       |
| Red Bull Racing                  | Red Bull Racing-TAG Heuer | RB13             | TAG Heuer              | P     | 3  | Daniel Ricciardo   | 1–20         | Pierre Gasly                                    |
| Red Bull Racing                  | Red Bull Racing-TAG Heuer | RB13             | TAG Heuer              | P     | 33 | Max Verstappen     | 1–20         | Pierre Gasly                                    |
| Scuderia Ferrari                 | Ferrari                   | SF70H            | Ferrari 062            | P     | 5  | Sebastian Vettel   | 1–20         | Antonio Giovinazzi                              |
| Scuderia Ferrari                 | Ferrari                   | SF70H            | Ferrari 062            | P     | 7  | Kimi Räikkönen     | 1–20         | Antonio Giovinazzi                              |
| Haas F1 Team                     | Haas-Ferrari              | VF-17            | Ferrari 062            | P     | 8  | Romain Grosjean    | 1–20         | Santino Ferrucci Arjun Maini Antonio Giovinazzi |
| Haas F1 Team                     | Haas-Ferrari              | VF-17            | Ferrari 062            | P     | 20 | Kevin Magnussen    | 1–20         | Santino Ferrucci Arjun Maini Antonio Giovinazzi |
| Sauber F1 Team                   | Sauber-Ferrari            | C36              | Ferrari 059/5          | P     | 9  | Marcus Ericsson    | 1–20         | Tatiana Calderón Antonio Giovinazzi             |
| Sauber F1 Team                   | Sauber-Ferrari            | C36              | Ferrari 059/5          | P     | 36 | Antonio Giovinazzi | 1–2          | Tatiana Calderón Antonio Giovinazzi             |
| Sauber F1 Team                   | Sauber-Ferrari            | C36              | Ferrari 059/5          | P     | 94 | Pascal Wehrlein    | 3–20         | Tatiana Calderón Antonio Giovinazzi             |
| Scuderia Toro Rosso              | Toro Rosso                | STR12            | Toro Rosso             | P     | 10 | Pierre Gasly       | 15–16, 18–20 | Sean Gelael                                     |
| Scuderia Toro Rosso              | Toro Rosso                | STR12            | Toro Rosso             | P     | 26 | Daniił Kwiat       | 1–14, 17     | Sean Gelael                                     |
| Scuderia Toro Rosso              | Toro Rosso                | STR12            | Toro Rosso             | P     | 28 | Brendon Hartley    | 18–20        | Sean Gelael                                     |
| Scuderia Toro Rosso              | Toro Rosso                | STR12            | Toro Rosso             | P     | 39 | Brendon Hartley    | 17           | Sean Gelael                                     |
| Scuderia Toro Rosso              | Toro Rosso                | STR12            | Toro Rosso             | P     | 55 | Carlos Sainz Jr.   | 1–16         | Sean Gelael                                     |
| Sahara Force India F1 Team       | Force India-Mercedes      | VJM10            | Mercedes M08 EQ Power+ | P     | 11 | Sergio Pérez       | 1–20         | Alfonso Celis                                   |
| Sahara Force India F1 Team       | Force India-Mercedes      | VJM10            | Mercedes M08 EQ Power+ | P     | 31 | Esteban Ocon       | 1–20         | Alfonso Celis                                   |
| Williams Martini Racing          | Williams-Mercedes         | FW40             | Mercedes M08 EQ Power+ | P     | 18 | Lance Stroll       | 1–20         | Paul di Resta Gary Paffett                      |
| Williams Martini Racing          | Williams-Mercedes         | FW40             | Mercedes M08 EQ Power+ | P     | 19 | Felipe Massa       | 1–10, 12–20  | Paul di Resta Gary Paffett                      |
| Williams Martini Racing          | Williams-Mercedes         | FW40             | Mercedes M08 EQ Power+ | P     | 40 | Paul di Resta      | 11           | Paul di Resta Gary Paffett                      |
| Renault Sport Formula One Team   | Renault                   | R.S.17           | Renault R.E.17         | P     | 27 | Nico Hülkenberg    | 1–20         | Oliver Rowland Siergiej Sirotkin                |
| Renault Sport Formula One Team   | Renault                   | R.S.17           | Renault R.E.17         | P     | 30 | Jolyon Palmer      | 1–16         | Oliver Rowland Siergiej Sirotkin                |
| Renault Sport Formula One Team   | Renault                   | R.S.17           | Renault R.E.17         | P     | 55 | Carlos Sainz Jr.   | 17–20        | Oliver Rowland Siergiej Sirotkin                |
| Mercedes AMG Petronas Motorsport | Mercedes                  | F1 W08 EQ Power+ | Mercedes M08 EQ Power+ | P     | 44 | Lewis Hamilton     | 1–20         |                                                 |
| Mercedes AMG Petronas Motorsport | Mercedes                  | F1 W08 EQ Power+ | Mercedes M08 EQ Power+ | P     | 77 | Valtteri Bottas    | 1–20         |                                                 |
| Zespół                           | Konstruktor               | Samochód         | Silnik (1.6 V6T)       | Opony | Nr | Kierowcy wyścigowi | Rundy        | Kierowcy rezerwowi                              |

### Piątkowi kierowcy
Jeśli kierowca brał udział w piątkowym treningu, symbol oznacza, którego z kierowców wyścigowych zastąpił.

Udział kierowcy w całym weekendzie wyścigowym zaznaczono przez pogrubioną nazwę zespołu, w którym startował.
| Kierowca           | Nr | Zespół      | Australia |        | Bahrajn | Rosja | Hiszpania | Monako | Kanada | Azerbejdżan | Austria | Wielka Brytania | Węgry | Belgia | Włochy | Singapur | Malezja | Japonia | Stany Zjednoczone | Meksyk | Brazylia |     |
| ------------------ | -- | ----------- | --------- | ------ | ------- | ----- | --------- | ------ | ------ | ----------- | ------- | --------------- | ----- | ------ | ------ | -------- | ------- | ------- | ----------------- | ------ | -------- | --- |
| Alfonso Celis      | 34 | Force India |           |        |         |       |           |        |        |             | PER     |                 | OCO   |        |        |          |         |         |                   | OCO    |          |     |
| George Russell     | 35 | Force India |           |        |         |       |           |        |        |             |         |                 |       |        |        |          |         |         |                   |        | PER      | OCO |
| Charles Leclerc    | 37 | Sauber      |           |        |         |       |           |        |        |             |         |                 |       |        |        |          | ERI     |         | WEH               | ERI    | WEH      |     |
| Sean Gelael        | 38 | Toro Rosso  |           |        |         |       |           |        |        |             |         |                 |       |        |        | SAI      | SAI     |         | KVY               | GAS    |          |     |
| Siergiej Sirotkin  | 46 | Renault     |           |        |         | HUL   | PAL       |        |        |             | HUL     |                 |       |        |        |          | HUL     |         |                   |        |          |     |
| Antonio Giovinazzi | 50 | Haas        | Sauber    | Sauber |         |       |           |        |        |             |         | MAG             | MAG   |        |        | MAG      | MAG     |         |                   | GRO    | MAG      | MAG |

### Zmiany wśród zespołów
- Zespół Manor Racing zrezygnował z dalszych startów w Formule 1 w wyniku nieudanej próby znalezienia inwestora. Oficjalnie odejście brytyjskiej ekipy zostało ogłoszone 1 marca 2017 i poskutkowało skurczeniem się stawki z 22 do 20 samochodów na starcie nowego sezonu[57].
- Tuż przed rozpoczęciem nowego sezonu zespół Force India ogłosił rozpoczęcie współpracy z nowym sponsorem, marką BWT. W ramach długoterminowej umowy indyjska ekipa zupełnie zmieniła wygląd swoich samochodów, wprowadzając różowe malowanie, kojarzone z nowym partnerem. Różowe dodatki są obecne od wyścigu o Grand Prix Australii również na kaskach oraz kombinezonach kierowców[58].
- Przed nowym sezonem doszło również do dwóch zmian w kwestii dostawy silników do poszczególnych ekip. Sauber F1 Team porozumiał się z Ferrari w sprawie korzystania z jednostek napędowych włoskiej ekipy w specyfikacji z sezonu 2016, a juniorski team Red Bulla, Toro Rosso powróciła do korzystania z silników Renault po rocznym mariażu z Ferrari[59].
- Po odejściu Rona Dennisa z funkcji dyrektora generalnego ekipy McLaren, zespół z Woking zdecydował się na zerwanie z trwającą od lat 80. tradycją oznaczania swoich kolejnych samochodów symbolem MP4. Tym samym pierwszy po rozbracie z byłym szefem samochód otrzymał oznaczenie MCL32[60].

### Zmiany wśród kierowców
- Po zdobyciu pierwszego w karierze mistrzowskiego tytułu w sezonie 2016, Nico Rosberg zdecydował się zakończyć karierę kierowcy wyścigowego, pozostawiając pusty fotel wyścigowy w dominującej w ostatnich latach ekipie Mercedes AMG Petronas. Po trwających ponad 1,5 miesiąca negocjacjach, w dniu 16 stycznia Fin Valtteri Bottas został ogłoszony nowym kierowcą niemieckiej ekipy[61].
- Odejście Bottasa do mistrzowskiej ekipy Mercedesa z szeregów zespołu Williams Martini Racing spowodowało zwolnienie się miejsca w kolejnym potencjalnie konkurencyjnym samochodzie na sezon 2017. W związku z tym zarząd teamu z Grove zdecydował się podpisać roczny kontrakt z Felipe Massą, który kilka miesięcy wcześniej postanowił odejść na emeryturę w obliczu braku atrakcyjnych posad na kolejny rok.[62]
- Jedynym debiutantem, który podpisał całoroczny sezon z nowym zespołem jest Kanadyjczyk Lance Stroll, który już w 2016 roku ogłosił dołączenie do składu Williamsa[63].
- Pomimo oferty ze strony Renault, Kevin Magnussen zdecydował się zmienić barwy przechodząc do amerykańskiej drużyny Haas F1. Duńczyk zajął miejsce Estebana Gutiérreza, który nie znalazł wyścigowego fotela po zakończonym z zerowym dorobkiem punktowym sezonie 2016[64].
- W pozostawione po Magnussenie miejsce w zespole Renault zakontraktowany został opuszczający Force India Niemiec Nico Hülkenberg. Oznaczało to potrzebę znalezienia nowego kierowcy wyścigowego dla czwartego teamu ubiegłego sezonie, co doprowadziło do podpisania kontraktu z debiutującym podczas Grand Prix Belgii 2016 Estebanem Oconem[65].
- Do kokpitu Mclarena powrócił Belg Stoffel Vandoorne, który w 2016 roku zadebiutował w wyścigu o Grand Prix Bahrajnu zastąpił kontuzjowanego Fernando Alonso. W sezonie 2017 zajął miejsce Jensona Buttona, który zawiesił karierę obejmując tym samym posadę kierowcy rezerwowego w swoim dotychczasowym zespole[66].
- Odchodzący z upadłego zespołu Manor Pascal Wehrlein znalazł zatrudnienie w szwajcarskim teamie Sauber. Pozostawił on tym samym bez wyścigowego fotela na nowym sezon Brazylijczyka Felipe Nasra, który podczas Grand Prix Brazylii 2016 zdobył 2 punkty za 9. miejsce, dające jego ekipie dziesiątą, nagradzaną premią finansową pozycję w klasyfikacji konstruktorów[67].

### Zmiany w trakcie sezonu
- Kierowca Saubera, Pascal Wehrlein zdecydował się zrezygnować z udziału w wyścigu o Grand Prix Australii, w wyniku kontuzji jakiej nabawił się w wypadku podczas styczniowego wyścigu Race of Champions. Niemiec został zastąpiony przez Antonio Giovinazziego, który został pierwszym Włochem w Formule 1 od sezonu 2011[68]. W wyniku przedłużającej się rekonwalescencji, niemiecki kierowca nie wystąpił także w odbywającej się dwa tygodnie później rundzie o Grand Prix Chin, powracając na trzeci wyścig sezonu 2017[69].
- Na kilka dni przed wyścigiem o Grand Prix Bahrajnu, Fernando Alonso ogłosił, że zrezygnuje z udziału w majowej rundzie o Grand Prix Monako na rzecz startu w wyścigu Indianapolis 500, odbywającym się w ten sam weekend[70]. Na zastępcę Hiszpana podczas rundy w Monako McLaren wyznaczył Jensona Buttona[71].
- Po piątkowych sesjach treningowych do wyścigu o Grand Prix Węgier, kierowca Williamsa, Felipe Massa poinformował zespół, że niezbyt dobrze się czuje. Po sobotniej sesji treningowej udał się do centrum medycznego, gdzie otrzymał zgodę jednak postanowił wycofać się z reszty weekendu. Na zastępce Brazylijczyka Williams wyznaczył Paula di Restę, dla którego to był pierwszy wyścig od 2013[47].
- Na pięć dni przed wyścigiem o Grand Prix Malezji, zespół Scuderia Toro Rosso poinformował, że Daniił Kwiat utracił posadę, a jego miejsce na resztę sezonu zajmie Pierre Gasly[32].
- Kierowca Renault, Jolyon Palmer postanowił odejść z zespołu po Grand Prix Japonii. Francuska ekipa potwierdziła, że od następnego wyścigu miejsce Brytyjczyka zajmie Carlos Sainz Jr., który kilka dni wcześniej został ogłoszony drugim kierowcą Renault w sezonie 2018[53].
- W związku z odejściem Carlosa Sainza Jr., do kokpitu Toro Rosso wrócił Daniił Kwiat. Partnerem zespołowym miał być Pierre Gasly, jednak ze względu na kolidującą finałową rundę serii Super Formula, miejsce francuskiego kierowcy na wyścig o Grand Prix Stanów Zjednoczonych zajmie Brendon Hartley[35].
- Ostatecznie po odejściu Carlosa Sainza Jr. do Renault i zrezygnowaniu z usług Daniiła Kwiata, zespół Toro Rosso postanowił, że od Grand Prix Meksyku do końca roku będą ich reprezentować Pierre Gasly i Brendon Hartley[36].

## Kalendarz
Poniższa tabela obejmuje Grand Prix, które znalazły się w kalendarzu na sezon 2017, ogłoszonym 30 listopada 2016 roku.
| 1 | 2 | 3 | 4 |
| --- | --- | --- | --- |
| Grand Prix Australii 24-26 marca Szczegółowy rezultatPP: L. Hamilton (Mercedes) P1: S. Vettel (Ferrari) NO: K. Räikkönen (Ferrari)   | Grand Prix Chin 7-9 kwietnia Szczegółowy rezultatPP: L. Hamilton (Mercedes) P1: L. Hamilton (Mercedes) NO: L. Hamilton (Mercedes)             | Grand Prix Bahrajnu 14-16 kwietnia Szczegółowy rezultatPP: V. Bottas (Mercedes) P1: S. Vettel (Ferrari) NO: L. Hamilton (Mercedes)               | Grand Prix Rosji 28-30 kwietnia Szczegółowy rezultatPP: S. Vettel (Ferrari) P1: V. Bottas (Mercedes) NO: K. Räikkönen (Ferrari)          |
| 5 | 6 | 7 | 8 |
| Grand Prix Hiszpanii 12-14 maja Szczegółowy rezultatPP: L. Hamilton (Mercedes) P1: L. Hamilton (Mercedes) NO: L. Hamilton (Mercedes) | Grand Prix Monako 25-28 maja Szczegółowy rezultatPP: K. Räikkönen (Ferrari) P1: S. Vettel (Ferrari) NO: S. Pérez (Force India)                | Grand Prix Kanady 9-11 czerwca Szczegółowy rezultatPP: L. Hamilton (Mercedes) P1: L. Hamilton (Mercedes) NO: L. Hamilton (Mercedes)              | Grand Prix Azerbejdżanu 23-25 czerwca Szczegółowy rezultatPP: L. Hamilton (Mercedes) P1: D. Ricciardo (Red Bull) NO: S. Vettel (Ferrari) |
| 9 | 10 | 11 | 12 |
| Grand Prix Austrii 7-9 lipca Szczegółowy rezultatPP: V. Bottas (Mercedes) P1: V. Bottas (Mercedes) NO: L. Hamilton (Mercedes)        | Grand Prix Wielkiej Brytanii 14-16 lipca Szczegółowy rezultatPP: L. Hamilton (Mercedes) P1: L. Hamilton (Mercedes) NO: L. Hamilton (Mercedes) | Grand Prix Węgier 28-30 lipca Szczegółowy rezultatPP: S. Vettel (Ferrari) P1: S. Vettel (Ferrari) NO: F. Alonso (McLaren)                        | Grand Prix Belgii 25-27 sierpnia Szczegółowy rezultatPP: L. Hamilton (Mercedes) P1: L. Hamilton (Mercedes) NO: S. Vettel (Ferrari)       |
| 13 | 14 | 15 | 16 |
| Grand Prix Włoch 1-3 września Szczegółowy rezultatPP: L. Hamilton (Mercedes) P1: L. Hamilton (Mercedes) NO: D. Ricciardo (Red Bull)  | Grand Prix Singapuru 15-17 września Szczegółowy rezultatPP: S. Vettel (Ferrari) P1: L. Hamilton (Mercedes) NO: L. Hamilton (Mercedes)         | Grand Prix Malezji 29 września-1 października Szczegółowy rezultatPP: L. Hamilton (Mercedes) P1: M.Verstappen (Red Bull) NO: S. Vettel (Ferrari) | Grand Prix Japonii 6-8 października Szczegółowy rezultatPP: L. Hamilton (Mercedes) P1: L. Hamilton (Mercedes) NO: V. Bottas (Mercedes)   |
| 17 | 18 | 19 | 20 |
| Grand Prix USA 20-22 października Szczegółowy rezultatPP: L. Hamilton (Mercedes) P1: L. Hamilton (Mercedes) NO: S. Vettel (Ferrari)  | Grand Prix Meksyku 27-29 października Szczegółowy rezultatPP: S. Vettel (Ferrari) P1: M.Verstappen (Red Bull) NO: S. Vettel (Ferrari)         | Grand Prix Brazylii 10-12 listopada Szczegółowy rezultatPP: V. Bottas (Mercedes) P1: S. Vettel (Ferrari) NO: M.Verstappen (Red Bull)             | Grand Prix Abu Zabi 24-26 listopada Szczegółowy rezultatPP: V. Bottas (Mercedes) P1: V. Bottas (Mercedes) NO: V. Bottas (Mercedes)       |

## Klasyfikacje

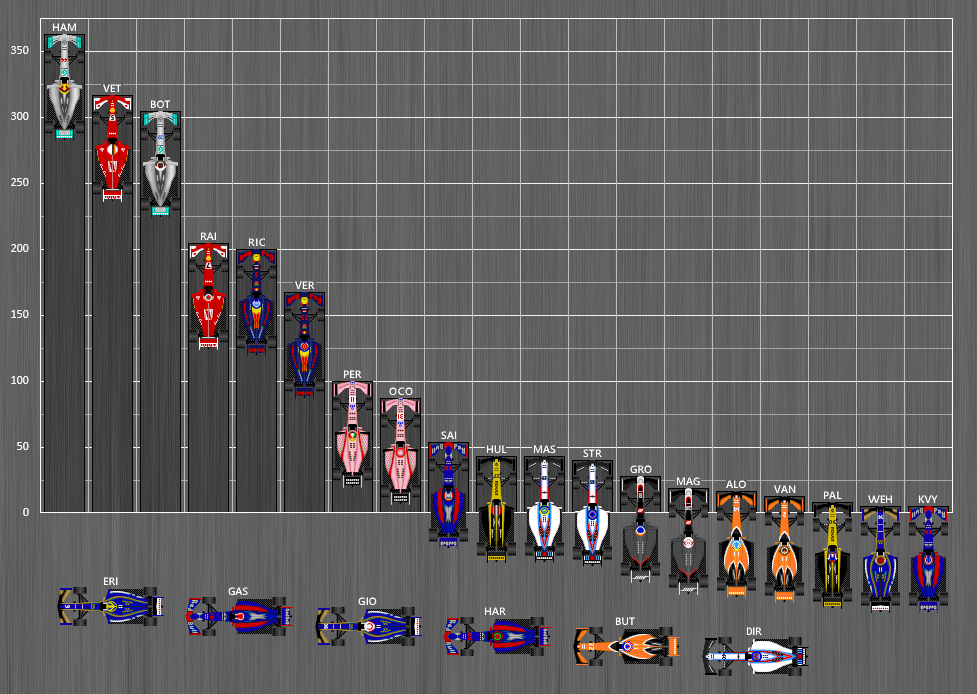
Klasyfikacja generalna przedstawiona w formie graficznej

| Legenda oznaczeń w tabelach wyników Wyświetl szablon na nowej stronie | Legenda oznaczeń w tabelach wyników Wyświetl szablon na nowej stronie                                                                     |
| Oznaczenie                                                            | Wyjaśnienie |
| --------------------------------------------------------------------- | --- |
| Złoty                                                                 | Zwycięzca lub mistrzostwo |
| Srebrny                                                               | 2. miejsce lub wicemistrzostwo |
| Brązowy                                                               | 3. miejsce lub II wicemistrzostwo |
| Zielony                                                               | Ukończył, punktował (w klasyfikacji generalnej, gdy zdobył co najmniej jeden punkt na przestrzeni sezonu, poza trzema powyższymi opcjami) |
| Niebieski                                                             | Ukończył, nie punktował (w klasyfikacji generalnej, gdy nie zdobył co najmniej jednego punktu na przestrzeni sezonu)                      |
| Czerwony                                                              | Nie zakwalifikował się (NZ) |
| Czerwony                                                              | Nie prekwalifikował się (NPK) |
| Różowy                                                                | Nie ukończył (NU) |
| Różowy                                                                | Niesklasyfikowany (NS) (w klasyfikacji generalnej, gdy nie został sklasyfikowany w żadnym wyścigu sezonu)                                 |
| Czarny                                                                | Zdyskwalifikowany (DK) |
| Czarny                                                                | Wykluczony (WYK/EX) |
| Biały                                                                 | Nie wystartował (NW) |
| Biały                                                                 | Kontuzjowany (K/INJ) |
| Biały                                                                 | Wyścig odwołany (OD/C) |
| Bez koloru                                                            | Został wycofany (WYC/WD) |
| Bez koloru                                                            | Nie przybył (NP/DNA) |
| Bez koloru                                                            | Nie brał udziału w treningach (NT/DNP) |
| Bez koloru                                                            | Nie został zgłoszony (–) |
| Pogrubienie                                                           | Start z pole position |
| Kursywa                                                               | Najszybsze okrążenie wyścigu |
| †                                                                     | Nie ukończył, ale jego rezultat został zaliczony ze względu na przejechanie więcej niż 90% dystansu wyścigu.                              |
| *                                                                     | Sezon w trakcie |
| 1/2/3                                                                 | Punktowana pozycja w sprincie |
| Lista systemów punktacji Formuły 1                                    | |

### Kierowcy
| Poz. | Kierowca           | Konstruktor        |     |    |    |    |    |     |     |     |    |    |     |     |     |    |    |    |    |    |    |    | Pkt. |
| ---- | ------------------ | ------------------ | --- | -- | -- | -- | -- | --- | --- | --- | -- | -- | --- | --- | --- | -- | -- | -- | -- | -- | -- | -- | ---- |
| 1    | Lewis Hamilton     | Mercedes           | 2   | 1  | 2  | 4  | 1  | 7   | 1   | 5   | 4  | 1  | 4   | 1   | 1   | 1  | 2  | 1  | 1  | 9  | 4  | 2  | 363  |
| 2    | Sebastian Vettel   | Ferrari            | 1   | 2  | 1  | 2  | 2  | 1   | 4   | 4   | 2  | 7  | 1   | 2   | 3   | NU | 4  | NU | 2  | 4  | 1  | 3  | 317  |
| 3    | Valtteri Bottas    | Mercedes           | 3   | 6  | 3  | 1  | NU | 4   | 2   | 2   | 1  | 2  | 3   | 5   | 2   | 3  | 5  | 4  | 5  | 2  | 2  | 1  | 305  |
| 4    | Kimi Räikkönen     | Ferrari            | 4   | 5  | 4  | 3  | NU | 2   | 7   | 14† | 5  | 3  | 2   | 4   | 5   | NU | NW | 5  | 3  | 3  | 3  | 4  | 205  |
| 5    | Daniel Ricciardo   | Red Bull           | NU  | 4  | 5  | NU | 3  | 3   | 3   | 1   | 3  | 5  | NU  | 3   | 4   | 2  | 3  | 3  | NU | NU | 6  | NU | 200  |
| 6    | Max Verstappen     | Red Bull           | 5   | 3  | NU | 5  | NU | 5   | NU  | NU  | NU | 4  | 5   | NU  | 10  | NU | 1  | 2  | 4  | 1  | 5  | 5  | 168  |
| 7    | Sergio Pérez       | Force India        | 7   | 9  | 7  | 6  | 4  | 13  | 5   | NU  | 7  | 9  | 8   | 17† | 9   | 5  | 6  | 7  | 8  | 7  | 9  | 7  | 100  |
| 8    | Esteban Ocon       | Force India        | 10  | 10 | 10 | 7  | 5  | 12  | 6   | 6   | 8  | 8  | 9   | 9   | 6   | 10 | 10 | 6  | 6  | 5  | NU | 8  | 87   |
| 9    | Carlos Sainz Jr.   | Toro Rosso/Renault | 8   | 7  | NU | 10 | 7  | 6   | NU  | 8   | NU | NU | 7   | 10  | 14  | 4  | NU | NU | 7  | NU | 11 | NU | 54   |
| 10   | Nico Hülkenberg    | Renault            | 11  | 12 | 9  | 8  | 6  | NU  | 8   | NU  | 13 | 6  | NU  | 6   | 13  | NU | 16 | NU | NU | NU | 10 | 6  | 43   |
| 11   | Felipe Massa       | Williams           | 6   | 14 | 6  | 9  | 13 | 9   | NU  | NU  | 9  | 10 | WYC | 8   | 8   | 11 | 9  | 10 | 9  | 11 | 7  | 10 | 43   |
| 12   | Lance Stroll       | Williams           | NU  | NU | NU | 11 | 16 | 15† | 9   | 3   | 10 | 16 | 14  | 11  | 7   | 8  | 8  | NU | 11 | 6  | 16 | 18 | 40   |
| 13   | Romain Grosjean    | Haas               | NU  | 11 | 8  | NU | 10 | 8   | 10  | 13  | 6  | 13 | NU  | 7   | 15  | 9  | 13 | 9  | 14 | 15 | 15 | 11 | 28   |
| 14   | Kevin Magnussen    | Haas               | NU  | 8  | NU | 13 | 14 | 10  | 12  | 7   | NU | 12 | 13  | 15  | 11  | NU | 12 | 8  | 16 | 8  | NU | 13 | 19   |
| 15   | Fernando Alonso    | McLaren            | NU  | NU | 14 | NW | 12 | –   | 16† | 9   | NU | NU | 6   | NU  | 17† | NU | 11 | 11 | NU | 10 | 8  | 9  | 17   |
| 16   | Stoffel Vandoorne  | McLaren            | 13  | NU | NW | 14 | NU | NU  | 14  | 12  | 12 | 11 | 10  | 14  | NU  | 7  | 7  | 14 | 12 | 12 | NU | 12 | 13   |
| 17   | Jolyon Palmer      | Renault            | NU  | 13 | 13 | NU | 15 | 11  | 11  | NU  | 11 | NW | 12  | 13  | NU  | 6  | 15 | 12 | –  | –  | –  | –  | 8    |
| 18   | Pascal Wehrlein    | Sauber             | WYC | –  | 11 | 16 | 8  | NU  | 15  | 10  | 14 | 17 | 15  | NU  | 16  | 12 | 17 | 15 | NU | 14 | 14 | 14 | 5    |
| 19   | Daniił Kwiat       | Toro Rosso         | 9   | NU | 12 | 12 | 9  | 14† | NU  | NU  | 16 | 15 | 11  | 12  | 12  | NU | –  | –  | 10 | –  | –  | –  | 5    |
| 20   | Marcus Ericsson    | Sauber             | NU  | 15 | NU | 15 | 11 | NU  | 13  | 11  | 15 | 14 | 16  | 16  | 18† | NU | 18 | NU | 15 | NU | 13 | 17 | 0    |
| 21   | Antonio Giovinazzi | Sauber             | 12  | NU | –  | –  | –  | –   | –   | –   | –  | –  | –   | –   | –   | –  | –  | –  | –  | –  | –  | –  | 0    |
| 22   | Pierre Gasly       | Toro Rosso         | –   | –  | –  | –  | –  | –   | –   | –   | –  | –  | –   | –   | –   | –  | 14 | 13 | –  | 13 | 12 | 16 | 0    |
| 23   | Brendon Hartley    | Toro Rosso         | –   | –  | –  | –  | –  | –   | –   | –   | –  | –  | –   | –   | –   | –  | –  | –  | 13 | NU | NU | 15 | 0    |
| —    | Jenson Button      | McLaren            | –   | –  | –  | –  | –  | NU  | –   | –   | –  | –  | –   | –   | –   | –  | –  | –  | –  | –  | –  | –  | —    |
| —    | Paul di Resta      | Williams           | –   | –  | –  | –  | –  | –   | –   | –   | –  | –  | NU  | –   | –   | –  | –  | –  | –  | –  | –  | –  | —    |

### Konstruktorzy
| Poz. | Konstruktor               | Nr | Australia |    | Bahrajn | Rosja | Hiszpania | Monako | Kanada | Azerbejdżan | Austria | Wielka Brytania | Węgry | Belgia | Włochy | Singapur | Malezja | Japonia | Stany Zjednoczone | Meksyk | Brazylia |    | Punkty |
| ---- | ------------------------- | -- | --------- | -- | ------- | ----- | --------- | ------ | ------ | ----------- | ------- | --------------- | ----- | ------ | ------ | -------- | ------- | ------- | ----------------- | ------ | -------- | -- | ------ |
| 1    | Mercedes                  | 44 | 2         | 1  | 2       | 4     | 1         | 7      | 1      | 5           | 4       | 1               | 4     | 1      | 1      | 1        | 2       | 1       | 1                 | 9      | 4        | 2  | 668    |
| 1    | Mercedes                  | 77 | 3         | 6  | 3       | 1     | NU        | 4      | 2      | 2           | 1       | 2               | 3     | 5      | 2      | 3        | 5       | 4       | 5                 | 2      | 2        | 1  | 668    |
| 2    | Ferrari                   | 5  | 1         | 2  | 1       | 2     | 2         | 1      | 4      | 4           | 2       | 7               | 1     | 2      | 3      | NU       | 4       | NU      | 2                 | 4      | 1        | 3  | 522    |
| 2    | Ferrari                   | 7  | 4         | 5  | 4       | 3     | NU        | 2      | 7      | 14†         | 5       | 3               | 2     | 4      | 5      | NU       | NW      | 5       | 3                 | 3      | 3        | 4  | 522    |
| 3    | Red Bull Racing TAG Heuer | 3  | NU        | 4  | 4       | NU    | 3         | 3      | 3      | 1           | 3       | 5               | NU    | 3      | 4      | 2        | 3       | 3       | NU                | NU     | 6        | NU | 368    |
| 3    | Red Bull Racing TAG Heuer | 33 | 5         | 3  | NU      | 5     | NU        | 5      | NU     | NU          | NU      | 4               | 5     | NU     | 10     | NU       | 1       | 2       | 4                 | 1      | 5        | 5  | 368    |
| 4    | Force India Mercedes      | 11 | 7         | 9  | 7       | 6     | 4         | 13     | 5      | NU          | 7       | 9               | 8     | 17†    | 9      | 5        | 6       | 7       | 8                 | 7      | 9        | 7  | 187    |
| 4    | Force India Mercedes      | 31 | 10        | 10 | 10      | 7     | 5         | 12     | 6      | 6           | 8       | 8               | 9     | 9      | 6      | 10       | 10      | 6       | 6                 | 5      | NU       | 8  | 187    |
| 5    | Williams Mercedes         | 18 | NU        | NU | NU      | 11    | 16        | 15†    | 9      | 3           | 10      | 16              | 14    | 11     | 7      | 8        | 8       | NU      | 11                | 6      | 16       | 18 | 83     |
| 5    | Williams Mercedes         | 19 | 6         | 14 | 6       | 9     | 13        | 9      | NU     | NU          | 9       | 10              | –     | 8      | 8      | 11       | 9       | 10      | 9                 | 11     | 7        | 10 | 83     |
| 5    | Williams Mercedes         | 40 | –         | –  | –       | –     | –         | –      | –      | –           | –       | –               | NU    | –      | –      | –        | –       | –       | –                 | –      | –        | –  | 83     |
| 7    | Toro Rosso                | 10 | –         | –  | –       | –     | –         | –      | –      | –           | –       | –               | –     | –      | –      | –        | 14      | 13      | –                 | 13     | 12       | 16 | 53     |
| 7    | Toro Rosso                | 26 | 9         | NU | 12      | 12    | 9         | 14†    | NU     | NU          | 16      | 15              | 11    | 12     | 12     | NU       | –       | –       | 10                | –      | –        | –  | 53     |
| 7    | Toro Rosso                | 28 | –         | –  | –       | –     | –         | –      | –      | –           | –       | –               | –     | –      | –      | –        | –       | –       | 13                | NU     | NU       | 15 | 53     |
| 7    | Toro Rosso                | 55 | 8         | 7  | NU      | 10    | 7         | 6      | NU     | 8           | NU      | NU              | 7     | 10     | 14     | 4        | NU      | NU      | –                 | –      | –        | –  | 53     |
| 6    | Renault                   | 27 | 11        | 12 | 9       | 8     | 6         | NU     | 8      | NU          | 13      | 6               | NU    | 6      | 13     | NU       | 16      | NU      | NU                | NU     | 10       | 6  | 57     |
| 6    | Renault                   | 30 | NU        | 13 | 13      | NU    | 15        | 11     | 11     | NU          | 11      | NW              | 12    | 13     | NU     | 6        | 15      | 12      | –                 | –      | –        | –  | 57     |
| 6    | Renault                   | 55 | –         | –  | –       | –     | –         | –      | –      | –           | –       | –               | –     | –      | –      | –        | –       | –       | 7                 | NU     | 11       | NU | 57     |
| 8    | Haas Ferrari              | 8  | NU        | 11 | 8       | NU    | 10        | 8      | 10     | 13          | 6       | 13              | NU    | 7      | 15     | 9        | 13      | 9       | 14                | 15     | 15       | 11 | 47     |
| 8    | Haas Ferrari              | 20 | NU        | 8  | NU      | 13    | 14        | 10     | 12     | 7           | NU      | 12              | 13    | 15     | 11     | NU       | 12      | 8       | 16                | 8      | NU       | 13 | 47     |
| 9    | McLaren Honda             | 2  | 13        | NU | NW      | 14    | NU        | NU     | 14     | 12          | 12      | 11              | 10    | 14     | NU     | 7        | 7       | 14      | 12                | 12     | NU       | 12 | 30     |
| 9    | McLaren Honda             | 14 | NU        | NU | 14      | NW    | 12        | –      | 16†    | 9           | NU      | NU              | 6     | NU     | 17†    | NU       | 11      | 11      | NU                | 10     | 8        | 9  | 30     |
| 9    | McLaren Honda             | 22 | –         | –  | –       | –     | –         | NU     | –      | –           | –       | –               | –     | –      | –      | –        | –       | –       | –                 | –      | –        | –  | 30     |
| 10   | Sauber                    | 9  | NU        | 15 | NU      | 15    | 11        | NU     | 13     | 11          | 15      | 14              | 16    | 16     | 18†    | NU       | 18      | NU      | 15                | NU     | 13       | 17 | 5      |
| 10   | Sauber                    | 36 | 12        | NU | –       | –     | –         | –      | –      | –           | –       | –               | –     | –      | –      | –        | –       | –       | –                 | –      | –        | –  | 5      |
| 10   | Sauber                    | 94 | WD        | WD | 11      | 16    | 8         | NU     | 15     | 10          | 14      | 17              | 15    | NU     | 16     | 12       | 17      | 15      | NU                | 14     | 14       | 14 | 5      |
| Poz. | Konstruktor               | Nr | Australia |    | Bahrajn | Rosja | Hiszpania | Monako | Kanada | Azerbejdżan | Austria | Wielka Brytania | Węgry | Belgia | Włochy | Singapur | Malezja | Japonia | Stany Zjednoczone | Meksyk | Brazylia |    | Punkty |

## Wykorzystanie elementów jednostki napędowej
Wykorzystanie elementów jest przypisane do bolidu, nie do kierowcy. Na sezon 2017 przysługują 4 bezkarne sztuki każdego elementu jednostki napędowej. Pierwszy nadprogramowy element karany jest przesunięciem o 10. miejsc na polach startowych, kolejne wymiany to 5 miejsc przesunięcia. Nie można robić zbiorowych kar tego samego elementu jednostki. Można włączyć do puli używanych jednostek więcej elementów, ale karę za element kierowcy otrzymuje dopiero w momencie wykorzystanie podczas Grand Prix.

### Elementy jednostek napędowych
- ICE - silnik spalinowy
- TC - turbosprężarka,
- MGU-H - moto-generator energii cieplnej
- MGU-K - moto-generator energii kinetycznej
- ES - baterie
- CE - elektronika sterująca

### Wykorzystanie elementów jednostki napędowej
| Poz. (2016) | Konstruktor               | Silnik         | Nr | Kierowcy wyścigowi | ICE | TC | MGU-H | MGU-K | ES | CE |
| ----------- | ------------------------- | -------------- | -- | ------------------ | --- | -- | ----- | ----- | -- | -- |
| 1           | Mercedes                  | Mercedes       | 44 | Lewis Hamilton     | 5   | 5  | 5     | 4     | 3  | 3  |
| 1           | Mercedes                  | Mercedes       | 77 | Valtteri Bottas    | 4   | 4  | 4     | 4     | 3  | 3  |
| 2           | Red Bull Racing TAG Heuer | TAG Heuer      | 3  | Daniel Ricciardo   | 6   | 6  | 8     | 3     | 4  | 5  |
| 2           | Red Bull Racing TAG Heuer | TAG Heuer      | 33 | Max Verstappen     | 6   | 5  | 6     | 3     | 4  | 4  |
| 3           | Ferrari                   | Ferrari        | 5  | Sebastian Vettel   | 5   | 5  | 5     | 4     | 4  | 4  |
| 3           | Ferrari                   | Ferrari        | 7  | Kimi Räikkönen     | 4   | 4  | 4     | 4     | 4  | 4  |
| 4           | Force India Mercedes      | Mercedes       | 11 | Sergio Pérez       | 4   | 4  | 4     | 4     | 2  | 2  |
| 4           | Force India Mercedes      | Mercedes       | 31 | Esteban Ocon       | 4   | 4  | 4     | 4     | 3  | 3  |
| 5           | Williams Mercedes         | Mercedes       | 18 | Lance Stroll       | 4   | 4  | 4     | 4     | 2  | 2  |
| 5           | Williams Mercedes         | Mercedes       | 19 | Felipe Massa       | 4   | 4  | 4     | 4     | 3  | 2  |
| 6           | McLaren Honda             | Honda          | 14 | Fernando Alonso    | 9   | 11 | 11    | 8     | 7  | 6  |
| 6           | McLaren Honda             | Honda          | 2  | Stoffel Vandoorne  | 10  | 12 | 12    | 9     | 7  | 7  |
| 7           | Toro Rosso                | Toro Rosso     | 28 | Brendon Hartley    | 7   | 6  | 9     | 3     | 5  | 5  |
| 7           | Toro Rosso                | Toro Rosso     | 10 | Pierre Gasly       | 5   | 7  | 9     | 3     | 4  | 5  |
| 8           | Haas Ferrari              | Ferrari        | 8  | Romain Grosjean    | 4   | 4  | 4     | 4     | 4  | 4  |
| 8           | Haas Ferrari              | Ferrari        | 20 | Kevin Magnussen    | 4   | 4  | 4     | 4     | 4  | 4  |
| 9           | Renault                   | Renault        | 27 | Nico Hülkenberg    | 5   | 5  | 6     | 4     | 4  | 4  |
| 9           | Renault                   | Renault        | 55 | Carlos Sainz Jr.   | 5   | 6  | 6     | 3     | 4  | 4  |
| 10          | Sauber Ferrari            | Ferrari (2016) | 9  | Marcus Ericsson    | 4   | 4  | 4     | 4     | 4  | 4  |
| 10          | Sauber Ferrari            | Ferrari (2016) | 94 | Pascal Wehrlein    | 4   | 4  | 4     | 4     | 4  | 4  |
| Poz. (2016) | Konstruktor               | Silnik         | Nr | Kierowca wyścigowy | ICE | TC | MGU-H | MGU-K | ES | CE |